# Benoît Durand
Pour les articles homonymes, voir Durand.
Benoît Durand, né à Saintes (Charente-Maritime), est un journaliste sportif français travaillant pour France Télévisions.

## Biographie
Benoît Durand est né à Saintes en Charente-Maritime. Il rejoint Poitiers en 1998 pour poursuivre ses études en lettres à l'université de Poitiers. De 2000 à 2003, il étudie à l'IUT de journalisme de Tours.
En 1999, il effectue un stage d'observation à France 3 Poitiers. De 1999 à 2002, il est également pigiste pour La Nouvelle République.
À partir de 2003, il travaille pour les antennes régionales de France 3, principalement à Poitiers, mais aussi à Grenoble ou Orléans. En 2007, il intègre la rédaction des sports de France Télévisions en CDI. Il travaille pour l'émission Tout le sport et couvre les sports collectifs (volley-ball, basket-ball, handball), le Tour de France et l'athlétisme.
Durant le tournoi de Roland-Garros, il fait partie des commentateurs principaux de France Télévisions depuis 2019, assurant les commentaires en direct sur les courts Suzanne-Lenglen et Philippe-Chatrier. Il commentait déjà sur les courts annexes depuis 2011.
En 2015, il commente avec Alain Fabiani la finale victorieuse de l'équipe de France de volley-ball au championnat d'Europe diffusée sur France 4. Durant les Jeux olympiques 2016 à Rio, il commente le tournoi masculin de volley-ball avec l'ancien volleyeur et cinéaste Élie Chouraqui.
En 2018, il commente les épreuves de patinage de vitesse et de short-track aux Jeux olympiques de PyeongChang. 
Durant les Jeux olympiques 2020 à Tokyo, il commente le tournoi masculin de volley-ball avec Hubert Henno. Ils accompagnent ainsi l'équipe de France de volley-ball jusqu'à son titre olympique. Il commente également des rencontres du tournoi féminin de handball avec Valérie Nicolas. L'équipe de France remporte également le titre olympique dans ce tournoi.
En 2022, il commente les épreuves de patinage de vitesse et de short-track aux Jeux olympiques de Pékin en compagnie du patineur Alexis Contin.
En juillet 2022, il commente la première semaine du Tour de France sur une des motos avant de partir pour commenter les championnats du monde d'athlétisme 2022 à Eugene aux États-Unis avec Alexandre Boyon et Stéphane Diagana. Le mois suivant, il commente les championnats d'Europe d'athlétisme à Munich avec Alexandre Pasteur et Stéphane Diagana.
En 2023 et 2025, il commente la Route d'Occitanie aux côtés de Laurent Jalabert sur les antennes de France 3 Occitanie. Il couvre aussi la dernière semaine du Tour de France 2023 sur la moto à l'arrière du peloton.
En août 2023, il commente les championnats du monde d'athlétisme 2023 à Budapest avec Alexandre Pasteur et Stéphane Diagana.
Par ailleurs, il réalise plusieurs documentaires. Le premier en 2020 s'intitule Teddy et il est diffusé sur France 3. Le deuxième, La Quête, est diffusé en prime-time sur France 2 en 2021. Les deux films de 90 minutes retracent la préparation de Teddy Riner jusqu’aux JO de Tokyo. Il réalise également un documentaire de 52 minutes intitulé Corps et Âmes sur Kevin Mayer.
Durant les Jeux olympiques 2024 à Paris, il commente le tournoi masculin de volley-ball avec l'ancien sélectionneur Laurent Tillie et accompagne ainsi une nouvelle fois l'équipe de France jusqu'à son titre olympique. Il commente également quelques journées d'athlétisme au Stade de France avec Alexandre Pasteur ou Alexandre Boyon et les consultants Stéphane Diagana et Maryse Éwanjé-Épée. Durant les Jeux paralympiques, il commente l'athlétisme avec Alexandre Pasteur, Renaud Goude et Maryse Éwanjé-Épée.

## Distinctions
En 2018, il reçoit le Prix du public des Micros d'Or pour son reportage Norseman, triathlon de l'extrême sur le Norseman Xtreme Triathlon, diffusé dans Stade 2 sur France 2.
Il reçoit le Prix Spécial du Jury aux Micros d'or 2021 avec Brice Baubit pour leur documentaire Corps & Âme consacré à Kevin Mayer et diffusé sur France 2.
Il est de nouveau récompensé lors des Micros d'or 2023 dans la catégorie Handisport-Paralympique pour son documentaire Le combat de Tifany sur la rééducation de Tifany Huot-Marchand.